# La Ojeda

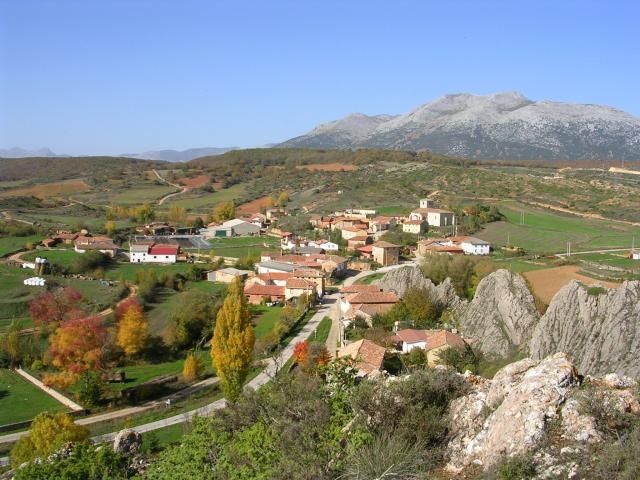
Ort Colmenares de Ojeda

La Ojeda ist die Bezeichnung einer Landschaft und einer nachgeordneten landwirtschaftlichen Verwaltungseinheit (comarca agraria) im Norden der spanischen Provinz Palencia in der Autonomen Gemeinschaft Kastilien-León.

## Geografie
Die von zahlreichen Bächen (arroyos) durchzogene heutige Sub-Comarca Boedo-Ojeda liegt westlich des Río Pisuerga. Das Landschaftsprofil ist – im Gegensatz zu der eher flachen Kastilischen Hochebene (meseta) – eher hügelig bis gebirgig und erreicht Höhen von bis zu 1100 m. Die östliche Grenze des Gebiets bildet der Río Burejo. Niederschläge (ca. 700 mm/Jahr) in Form von Regen oder Schnee sind häufiger als in den Ebenen.

## Orte und Weiler

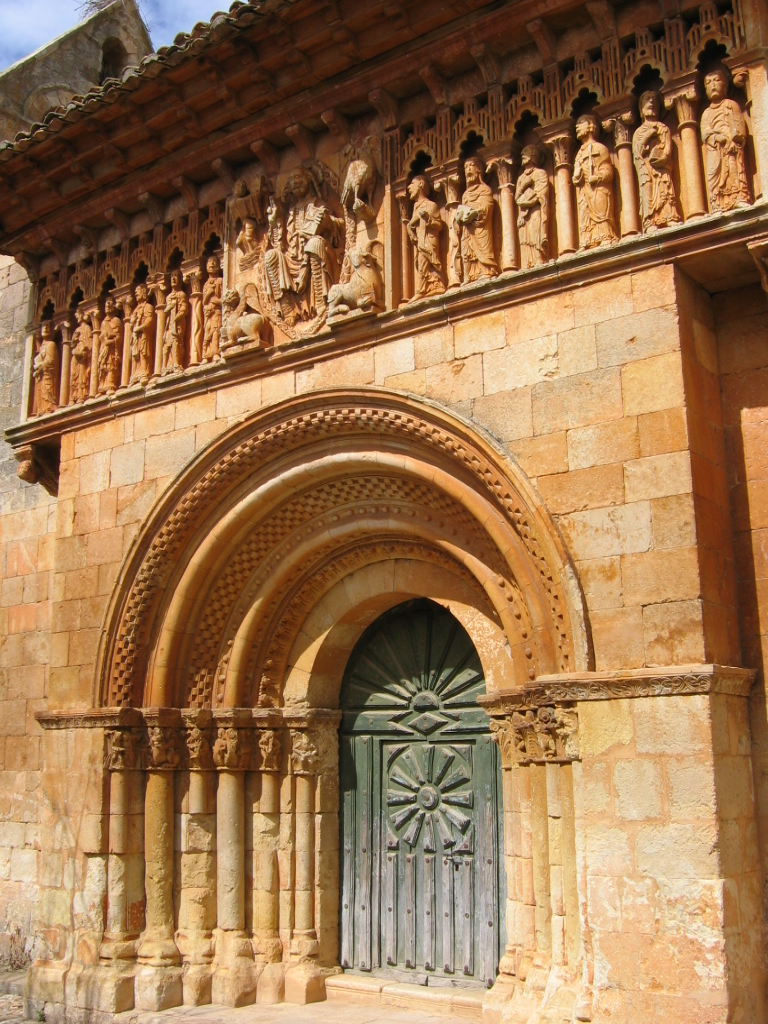
Portal der Kirche San Juan in Moarves de Ojeda

Alar del Rey (mit Weilern Becerril del Carpio, Nogales de Pisuerga und San Quirce de Riopisuerga), Báscones de Ojeda, Colmenares, Cozuelos de Ojeda, Cubillo de Ojeda, Dehesa de Montejo, Dehesa de Romanos, La Vid de Ojeda, Micieces de Ojeda (mit Weiler Berzosa de los Hidalgos), Olmos de Ojeda (mit Weilern Amayuelas, Moarves, Montoto, Quintanatello, San Pedro, Pisón, Villavega und Vega de Bur), Payo de Ojeda, Perazancas, Prádanos de Ojeda, San Andrés de Arroyo, Santibáñez de Ecla, Villabermudo, Villaescusa de Ecla und Zorita del Páramo.

## Sehenswürdigkeiten
- Die im Jahr 1181 gegründete Zisterzienserinnenabtei San Andrés de Arroyo liegt im Nordosten der Region La Ojeda.
- Die Iglesia de San Juan in Moarves de Ojeda (Gemeinde Olmos de Ojeda) verfügt über eine mit ausdrucksstarken Figuren besetzte romanische Fassade.[1]
- Ein einfacheres romanisches Portal findet sich an der Iglesia de Nuestra Señora de la Asunción in Perazancas.